# Amédée II de Savoie
Pour les articles homonymes, voir Amédée II et Amédée de Savoie.
Amédée II de Maurienne , dit plus couramment Amédée II de Savoie (parfois de Savoie-Maurienne), surnommé Adelao , né vers 1048-1050, probablement au château de Charbonnières et mort vers 1080 (26 janvier ?), est le cinquième comte en Maurienne, également seigneur du Bugey, d'Aoste et du Chablais (v. 1078-1080).
Amédée II est cité comme comte de Savoie  lors de son décès en 1080. D'après les historiens récents, les Humbertiens, à l'origine de la maison de Savoie, bien qu'étant implantés dans le comté de Savoie, n'auraient porté ce titre qu'à partir du comte Amédée III, en 1125.

## Biographie

### Origines
Amédée serait né vers 1048-1050, probablement au château de Charbonnières, en Maurienne, centre du pouvoir des Humbertiens. Il est le second fils du comte de Maurienne, Othon (ou Oddon), († 1060) et Adélaïde de Suse († 1091), héritière des marches de Suse et d'Italie,. Il a pour surnom Adelao, fils d'Adélaïde, chez certains auteurs Italiens.
Il a un frère aîné, Pierre, successeur de son père, un cadet, Oddon, évêque d'Asti (ca.1088-1102),. Il a également deux sœurs, Berthe († 1087), qui épouse l'empereur Henri IV, et Adélaïde (v. 1079), qui épouse Rodolphe de Rheinfelden, duc de Souabe,.

### Règne
Amédée succède à son frère Pierre Ier, vers 1078, mort sans descendance mâle, sous le nom d'Amédée II,. L'historien italien Domenico Carutti (it) (1889) indique qu'il lui succède le 9 août 1078.
Dans la Chronique de Savoye (XIVe siècle), Jehan d'Orieville, dit Cabaret, historiographe du comte Amédée VIII, confond Amédée Ier et Amédée II.
Amédée II serait resté sous l'influence de sa mère Adélaïde de Suse, considérée comme une maîtresse-femme.
Sous son règne eurent lieu les difficiles démêlés entre le pape Grégoire VII et le souverain du Saint-Empire, Henri IV de la maison de Franconie au sujet des investitures. Adélaïde et Amédée II servirent de médiateurs entre les deux puissances. Parents par alliance, ils aidèrent efficacement l'empereur, notamment en autorisant son passage par le Mont-Cenis pour se rendre à Canossa en 1077,. En échange, la comtesse et son fils auraient négocié l'obtention de cinq évêchés italiens. L'empereur les récompense, selon Guichenon, par la cession du Bugey et en reconnaissant les droits et l'inféodation du marquisat d'Ivrée à Adélaïde de Suse,. Il aurait aussi reçu le Bas-Chablais rhodanien appelé également Bas-Valais,,. L'empereur était le beau-fils de la comtesse Adélaïde et le beau-frère de Amédée, ayant épousé Berthe de Savoie. La comtesse l'accompagne d'ailleurs auprès du pape Grégoire VII. Il se peut que celui-ci soit confondu avec son frère, Pierre.
L'apport politique essentiel du comte Amédée II, réside dans le début de la prise de conscience par les princes de la maison de Savoie, de l'importance de leur position géographique, au carrefour du Saint-Empire, des États pontificaux, de Venise, du royaume de France, mais surtout en tant que gardiens des passages alpins.
- Leur jeu politique à l'intérieur de leurs terres sera désormais de jouer les Piémontais contre les Savoyards, et, les Savoyards contre les Piémontais.
- Leur jeu diplomatique, face aux puissants, sera de se fortifier dans les montagnes, de contrôler efficacement les passages alpins, et surtout de s'agrandir dans toutes les directions aux dépens de leurs voisins, par un intense travail de diplomatie et d'alliances.

Amédée II accorda un grand nombre d'immunités au clergé, et en particulier aux ordres de Saint-Bernard et de Saint-Augustin. Depuis longtemps, les évêques eux-mêmes donnaient des terres aux monastères, alors que de nombreux et puissants barons  entraient dans les ordres pour expier leur fautes et leurs vies de violence, de rapines et de tueries, tentant ainsi d'échapper au remords de leur conscience, mais surtout, ils apportaient aussi de nombreux biens.
À la fin du règne d'Amédée, — mais pour certains ce ne serait qu'une légende forgée au XVIIIe siècle — des monastères s'élevaient partout sur les terres du comte de Savoie, la moitié du territoire appartenait aux nombreuses abbayes et toutes ces terres étaient cultivées par plus de cent cinquante mille serfs, qui avaient en général une vie plus rude et étaient plus malheureux que les serfs des seigneurs. De nombreux serfs, chaque année tentaient de s'enfuir vers le Piémont, poursuivis et chassés par les officiers abbatiaux. Certains seigneurs, jaloux de la puissance des abbayes, ou en procès contre elles, protégeaient et aidaient ces désertions.

### Mort et lieu de sépulture
À sa mort, vers 1080, la succession passe à son fils Humbert. L'historien italien Domenico Carutti (it) donne une date précise de sa mort dans la Regesta comitum Sabaudiae (1889) : 26 janvier 1080 (VII Kal Feb, comes Amedeus de Sabaudia).

## Famille
En 1065, il épouse, selon Guichenon (1660),, Jeanne de Genève, fille du comte de Genève Gérold II. L'information est reprise notamment par Marie-José de Belgique (1956). Cette union n'est pas mentionnée chez le spécialiste des comtes de Genève Pierre Duparc (1955). Le site Foundation for Medieval Genealogy indique qu'il n'existe pas d'acte connu.
Cette union a donné un fils, Humbert, dit le Renforcé (1065-1103), qui succède à son père. Pour les autres enfants, les généalogistes et les historiens ne s'accordent pas. Guichenon donnait en plus d'Humbert deux filles, Constance, qui aurait été l'épouse du marquis Otton II, et Lucrèce, pour laquelle on trouve également le prénom Adelays, unie à André vicomte d'Anglerie et Seigneur de Milan. Les travaux plus récents ne semblent pas reprendre ces deux dernières.
Les autres enfants d'Amédée seraient :
- Adélaïde[6] (v. 1065[21] - 1116), mariée vers seize ans en 1081[21], à Manassès (V), seigneur de Coligny. Elle porte le prénom de son aïeule Adélaïde de Suse[22] ;
- Auxilia (?), mariée vers 1080 à Humbert II († 1101), sire de Beaujeu ;
- Othon/Odon (?).

## Titres et possessions
Othon, peu avant sa mort, effectue le partage de ses biens et terres entre ses fils,. Le fils aîné, Pierre, reçoit les terres italiennes et le titre marquisal, issus des Arduinides, et Amédée les terres humbertiennes en royaume de Bourgogne et le titre comtal,. Une répartition des titres que l'on retrouve chez Guichenon,. À la mort de leur père, les deux fils restent cependant sous la tutelle de leur mère,.
La tradition considère que l'aîné, Pierre, a été le quatrième comte dit de Savoie, et qu'Amédée devient le cinquième comte, à la mort de son frère, vers 1078,. Toutefois, aucun acte n'indique que Pierre Ier ait été comte de Savoie.
Outre les droits sur les territoires de la Maurienne et du Bugey, Amédée II est seigneur en Savoie dite Propre, Chablais, Val d'Aoste. Il est cité à son décès comme (comes Amedeus de Sabaudia), à son décès le 26 janvier 1080 (Domenico Carutti, 1889).
Amédée semble être le premier des Humbertiens à être titré dans un acte (daté d'environ 1062, dont on n'a qu'une transcription partielle) de donation d'un manse aux chanoines de Saint-Jean, portant la mention de comes Belicensium, que l'on peut traduire par « comte des Belleysans ». Aucune autre mention n'utilise cette titulature. Selon les historiens, il pourrait également s'agir de son oncle, Amédée Ier,. Laurent Ripart précise cependant que cette date pourrait remonter à 1062 et correspondrait à cet Amédée ci.
Selon l'historien Laurent Ripart, « cette distinction entre la Savoia et la Sabaudia constitue donc un enjeu majeur de cette recherche, car elle permet de reconsidérer totalement la substitution du titre de « comte de Savoie » à celui de « comte de Maurienne ». Si l’on accepte ce distinguo, l’émergence du titre de comes Sabaudie ne nous apparaît alors plus sous les traits d’une simple délocalisation des fondements du pouvoir princier en « Savoie propre », mais devient le signe d’une nouvelle conception de la principauté comtale. Dans cette perspective, l’émergence du terme régional de Sabaudia témoigne, en effet, de la volonté du pouvoir comtal de se définir autour d’un vaste concept spatial, susceptible d’englober la Maurienne, la Savoia et toutes les terres que les Humbertiens possédaient dans le royaume de Bourgogne ».
D'après Léon Menabrea, les successeurs Humbertiens bien qu'étant implantés dans le comté de Savoie, ne portent le titre de comte de Savoie qu'à partir du comte Amédée III, à partir de 1125, de même que pour Bernard Demotz.
Le chanoine Adolphe Gros (1948) annote que l'« On dit qu'Amédée III avait été le premier à prendre le titre de comte de Savoie, et l'on cite à l'appui de cette affirmation la charte de l'abbaye d'Hautecombe (1125). Mais ce document est reproduit d'après Guichenon, et l'on sait la liberté que prend cet auteur avec les textes documentaires. »